# Kurd Dalen
Kurd Dalen (* 19. November 1884 in Potsdam; † 15. September 1941 in München) war ein deutsch-jüdischer Industriejurist.

## Leben
Als Sohn von Robert Dalen besuchte Kurd Dalen das Domgymnasium Magdeburg. Nach dem Abitur studierte er zunächst an der Ludwig-Maximilians-Universität München und der Schlesischen Friedrich-Wilhelms-Universität Rechtswissenschaft. Als vierter seiner Familie renoncierte er am 17. Oktober 1903 beim Corps Borussia Breslau. Am 21. Februar 1904 recipiert, wurde er am 8. Mai 1904 wohl aus Studiengründen ohne Band entlassen; denn er wechselte an die Friedrichs-Universität Halle und wurde sogleich im Corps Palaiomarchia aktiv. Er bewährte sich als Consenior und Senior. Als Inaktiver wechselte er an die Ruprecht-Karls-Universität Heidelberg, die ihn 1913 zum Dr. iur. promovierte. Sein Wohnsitz war zu jenem Zeitpunkt  Halle (Saale). 1921 wohnte er als Syndikus bei seiner Mutter Gertrud geb. Friedenthal in Berlin-Lichterfelde. 1922 übernahm er nach ihrem Wegzug das Haus als Eigentümer. 1924 wohnte er in der Konstanzer Str. 62. 1930 war er Direktor der Mercedes-Werke in Zella-Mehlis. Kurd Dalen war verheiratet mit Margarete geb. Lukszat (1891–1977), die nicht der Verfolgung durch die Nürnberger Gesetze unterlag. Die Ehe war kinderlos und galt deshalb nicht als „privilegierte Mischehe“, die Kurd Dalen vor der Deportation geschützt hätte. Mit der Mutter Gertrud zog das Ehepaar nach Siegsdorf in Bayern. Die Mutter starb dort am 14. Juni 1939. Die Volkszählung 1939 erfasste Kurd Dalen in Siegsdorf. Wie sein Bruder Fritz ging er vor der Deportation in den Freitod.

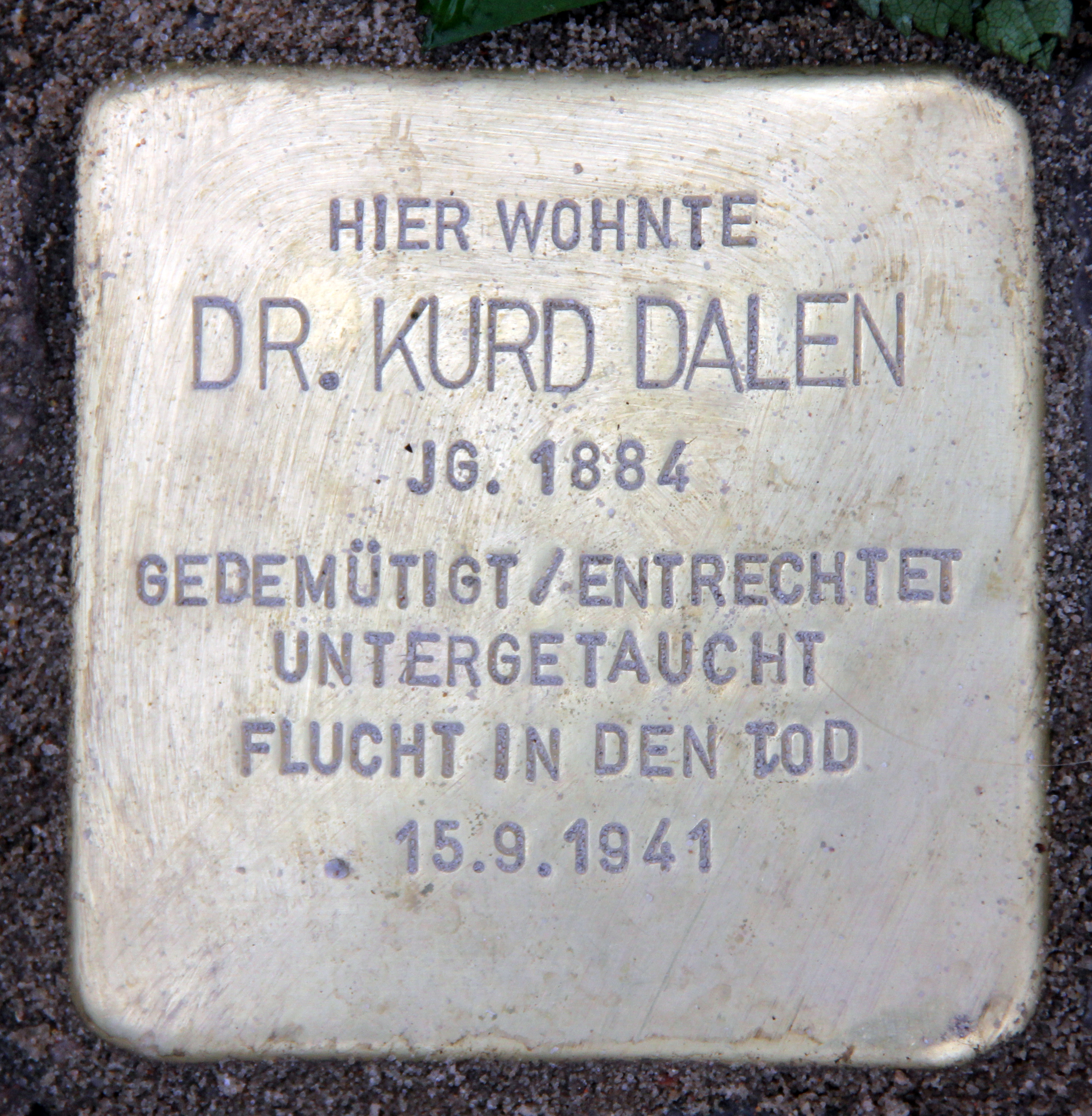
Stolperstein

Vor seinem Haus in der Berliner Drakestraße wurde im November 2012 ein Stolperstein verlegt.

## Corps Palaiomarchia
Als die Nationalsozialisten nach ihrer Machtergreifung 1933 begannen, alle demokratisch strukturierten Organisationen – auch der Corps – gleichzuschalten, das Führerprinzip durchzusetzen und die Juden aus der Gesellschaft auszuschließen, beantragten sechs Studenten der Palaiomarchia, ihren beiden Alten Herren Fritz Lassen und Kurd Dalen, die jüdische Mischlinge waren, sofort ihre Bänder zu entziehen. Damit sollten diese aus der Corpsgemeinschaft ausgeschlossen werden, obwohl sich beide um das Corps besonders verdient gemacht hatten: Dr. med. Fritz Lassen, der bereits vor dem Ersten Weltkrieg in die Vereinigten Staaten ausgewandert war, hatte sein Corps während der Inflationszeit sehr großzügig unterstützt. Kurd Dalen, Sohn des angesehenen Altmärkers Robert Dalen und Bruder von Ernst Dalen, der – ebenfalls Altmärker – 1916 als Flieger gefallen war, war jahrelang Mitglied im Vorstand des AH-Ausschuss seines Corps und außerdem ein hochdekorierter Teilnehmer am Ersten Weltkrieg, auf den bei der geforderten Durchsetzung des Arierparagraphen (noch) das Frontkämpferprivileg angewendet werden konnte.
Um drohenden Schaden von ihrem Corps abzuwenden, boten Lassen und Dalen an, freiwillig ihre Bänder niederzulegen. Dies wurde von den Altmärkern nahezu einstimmig abgelehnt und gleichzeitig den sechs Antragstellern wegen ihres Verstoßes gegen den Grundsatz der corpsbrüderlichen Treue gedroht, nunmehr ihnen das Band zu entziehen und sie aus dem Corps auszuschließen. In einem leidenschaftlichen Rundschreiben zu Neujahr 1935 schleuderte der damalige Vorsitzende des AH-Ausschusses, Bernhard Hofmann, dem Rädelsführer u. a. entgegen:

„Was weiß der Antragsteller von der Not und Sorge unseres Corpsbruders, sich eine neue Stellung in Deutschland zu verschaffen, was ahnt er von den inneren Kämpfen und Qualen, die ein aufrechter Mann in seiner Situation in dieser Zeit durchzukämpfen hat, was kümmert ihn die verantwortungsbewusste Frage nach der weiteren Existenzberechtigung für den Corpsbruder und seine Gattin? … Wer das Band meines Corps trägt, ist mein Corpsbruder und meinen Bruder verteidige und schütze ich mit Leib und Seele … Ich opfere nicht meinen Bruder um meiner selbst willen noch um meiner Rasse willen.“